# Konami Antiques MSX Collection
Konami Antiques MSX Collection (コナミアンティークスMSXコレクション, Konami Antīkusu MSX Korekushon) é uma série de compilações de jogos do computador MSX lançadas pela Konami no Japão para o PlayStation e o Sega Saturn entre 1997 e 1998.

## Lançamentos
Konami Antiques MSX Collection Vol. 1 — 1997 — PlayStation
- Antarctic Adventure
- Gradius (também conhecido como Nemesis)
- Gofer no Yabō - Episode II (também conhecido como Nemesis 3)
- Hyper Sports 2
- Konami's Boxing
- Konami's Ping Pong
- Mopiranger
- Road Fighter
- Sky Jaguar
- Yie Ar Kung-Fu

Konami Antiques MSX Collection Vol. 2 — 1998 — PlayStation
- Athletic land
- Gradius 2 (também conhecido como Nemesis 2)
- Knightmare
- Konami's Golf
- Konami's Billard
- Hyper Sports 3
- Magical Tree
- Super Cobra
- TwinBee
- Yie Ar Kung-Fu II

Konami Antiques MSX Collection Vol. 3 — 1998 — PlayStation
- Comic Bakery
- King's Valley
- Konami's Tennis
- Konami's Soccer
- Konami Rally (também conhecido como Hyper Rally)
- Parodius
- Penguin Adventure
- Pippols
- Salamander
- Time Pilot

Konami Antiques MSX Collection Ultra Pack — 1998 — Sega Saturn

A versão do Saturn, [carece de fontes?] incluía todos os jogos das três compilações do PlayStation em um único disco.
Jogos inclusos:
- Konami's Boxing
- Konami's Ping Pong
- Hyper Sports 2
- Hyper Sports 3
- Konami's Golf
- Konami's Billiards
- Konami's Tennis
- Konami's Soccer
- Konami Rally (também conhecido como Hyper Rally)
- Road Fighter
- Sky Jaguar
- Gradius (também conhecido como Nemesis)
- Gradius 2 (também conhecido como Nemesis 2)
- Gofer's Ambition - Episode II (também conhecido como Nemesis 3)
- Super Cobra
- TwinBee
- Time Pilot
- Parodius
- Salamander
- Mopiranger
- Antarctic Adventure
- Penguin Adventure
- Yie Ar KUNG-FU
- Yie Ar KUNG-FU 2
- Athletic Land
- Magical Tree
- Knightmare
- Comic Bakery
- Pippols
- King's Valley